# アブドゥッラー2世・アッ＝サバーハ
アブドゥッラー2世・アッ＝サバーハ（Abdullah II Al-Sabah、1814年 - 1892年5月）は第5代目クウェート首長（在位：1866年-1892年）でサバーハ家当主。父はサバーハ2世・アッ＝サバーハ。弟はムハンマド首長、ジャウラッハー、ムバーラク大首長。

## 経歴
父の後を継いで首長となる。1870年にイギリスがバスラに拠点を置かれた翌年の1871年にオスマン帝国に貢納を収めて宗主権を認め、代わりにバスラ州知事となる。これにより正式にクウェートはトルコのバスラ総督の庇護に置かれる自治州となる。
首長位は弟のムハンマドが継承。